# Svojkovský vodopád
Svojkovský vodopád se nachází v obci Svojkov, nedaleko silnice č. 268 spojující obce Svojkov a Zákupy v okrese Česká Lípa.

## Popis
Vodopád je k vidění od podzimu do jara a po vydatných lijácích, v sušším období roku voda potoka jen stéká po třech kaskádách do Dlouhé rokle a dále do rybníčku v Malém Boru. V místě vodopádu v podstatě Dlouhá rokle začíná a je zde vodou vymleta do cca 8m šířky a cca 5m hloubky. Padající voda z vodopádu pravděpodobně v měkkém pískovci vymlela hluboký hrnec, avšak celé místo je zaneseno kamením a odpadky.

## Přístup
V obci Svojkov, naproti křižovatce silnic č.268 a silnice do Svitavy je křižovatka s místní komunikací. Po levé straně této komunikace je patrné vymleté koryto (drobný potůček, malá tůňka), pokračující po soukromém pozemku mezi stromy. Budeme-li po komunikaci pokračovat cca 100 m a pak vlevo vstoupíme mezi stromy, terén se začne svažovat do Dlouhé rokle.